# Kalloni FC
Kalloni Lekanopedio Football Club (Grieks:  Αθλητική Ένωση Λεκανοπεδίου Καλλονής, Α.Ε.Λ.Κ) was een Griekse sportclub uit Mytilene.
Kalloni FC maakt in het seizoen 2013/14 zijn debuut in de hoogste competitie van Griekenland, de Super League. In 2016 degradeerde de club. Na degradatie in 2017 werd de club opgeheven.

## Geschiedenis
De club werd opgericht in 1994 na een fusie van Apollon Dáfia (opgericht in 1969) en Arisvaios Kalloni (opgericht in 1954), twee clubs die zijn gevestigd in dorpen in de wijde omgeving van Kalloni, vandaar de term lekanopedio (bekken) in de volledige naam van de club.

## Bekende (ex-)spelers
- Spyros Fourlanos